# Мельник, Андрей Ярославович
Андрей Ярославович Мельник (укр. Андрій Ярославович Мельник; род. 7 сентября 1975, Львов, УССР, СССР) — украинский дипломат. Постоянный представитель Украины при ООН с 7 апреля 2025 года. Чрезвычайный и полномочный посол Украины в Бразилии (20 июня 2023 — 7 апреля 2025). Чрезвычайный и полномочный посол Украины в Германии (2014—2022). Заместитель министра иностранных дел Украины (2022—2023). Чрезвычайный и полномочный посол (2016). Кандидат юридических наук.

## Биография
В 1997 году окончил Львовский государственный университет имени Ивана Франко, получил квалификацию специалиста по международным отношениям, переводчика немецкого языка. Затем учился в Швеции на юридическом факультете Лундского университета, где получил степень магистра международного права. Стажировался в Гарвардском университете. Свободно владеет английским и немецким языками, испанский (средний уровень), украинский (родной).
С 1997 года — на дипломатической службе, старший консультант в Управлении внешней политики Администрации Президента Украины.
С августа 1999 по декабрь 2003 года — второй, первый секретарь Посольства Украины в Австрии.
С января 2004 по март 2005 года — главный консультант Главного управления внешней политики Администрации Президента Украины.
С апреля 2005 по март 2007 года — заместитель директора департамента — начальник отдела Главного управления внешней политики Секретариата Президента Украины.
С апреля 2007 по июль 2010 года — генеральный консул Украины в г. Гамбург.
С августа 2010 по март 2014 года — директор Третьего территориального департамента МИД Украины.
С марта 2014 по январь 2015 года — заместитель министра Кабинета министров Украины.
22 декабря 2017 года стал кавалером ордена «За заслуги» III степени.
21 августа 2020 года стал кавалером ордена «За заслуги» II степени.
18 декабря 2021 года стал кавалером ордена «За заслуги» I степени.
С 19 декабря 2014 по 9 июля 2022 года — чрезвычайный и полномочный посол Украины в Федеративной Республике Германия.
С 18 ноября 2022 по 11 июля 2023 года — заместитель министра иностранных дел Украины.
С 20 июня 2023 по 7 апреля 2025 года — чрезвычайный и полномочный посол Украины в Федеративной Республике Бразилия.
С 7 апреля 2025 года — постоянный представитель Украины при Организации Объединённых Наций.

### Скандал и увольнение
В мае 2022 года Мельник из-за отказа канцлера Германии посетить Киев сравнил Олафа Шольца с «оскорблённой ливерной колбасой», что вызвало общественный резонанс в мире. Спустя месяц после разразившегося скандала Мельник сообщил, что сожалеет о своих словах в адрес Шольца, охарактеризовал свой комментарий как «дипломатически неуместный» и «оскорбивший многих людей не только в Германии», пообещал лично извиниться перед Шольцем.
В июне 2022 года в ряде стран мира Мельника подвергли массированной критике за его выступления в защиту лидера украинских националистов Степана Бандеры. Немецкая газета «Bild» отмечала, что в Германии, Израиле и ряде других стран роль Бандеры во Второй мировой войне воспринимается весьма критически из-за сотрудничества его войск с германскими национал-социалистами и их участия в массовых убийствах евреев.
Спустя неделю президент Украины Владимир Зеленский уволил Мельника с поста посла в Германии одновременно с ещё четырьмя послами, назвав это частью обычной ротации послов. По мнению Corriere della Sera, одной из причин «довольно жёсткой» отставки посла Украины в Берлине стала блокировка Германией пакета помощи Киеву в размере 9 миллиардов долларов.

## Семья
Женат, имеет сына и дочь.